# Sihl

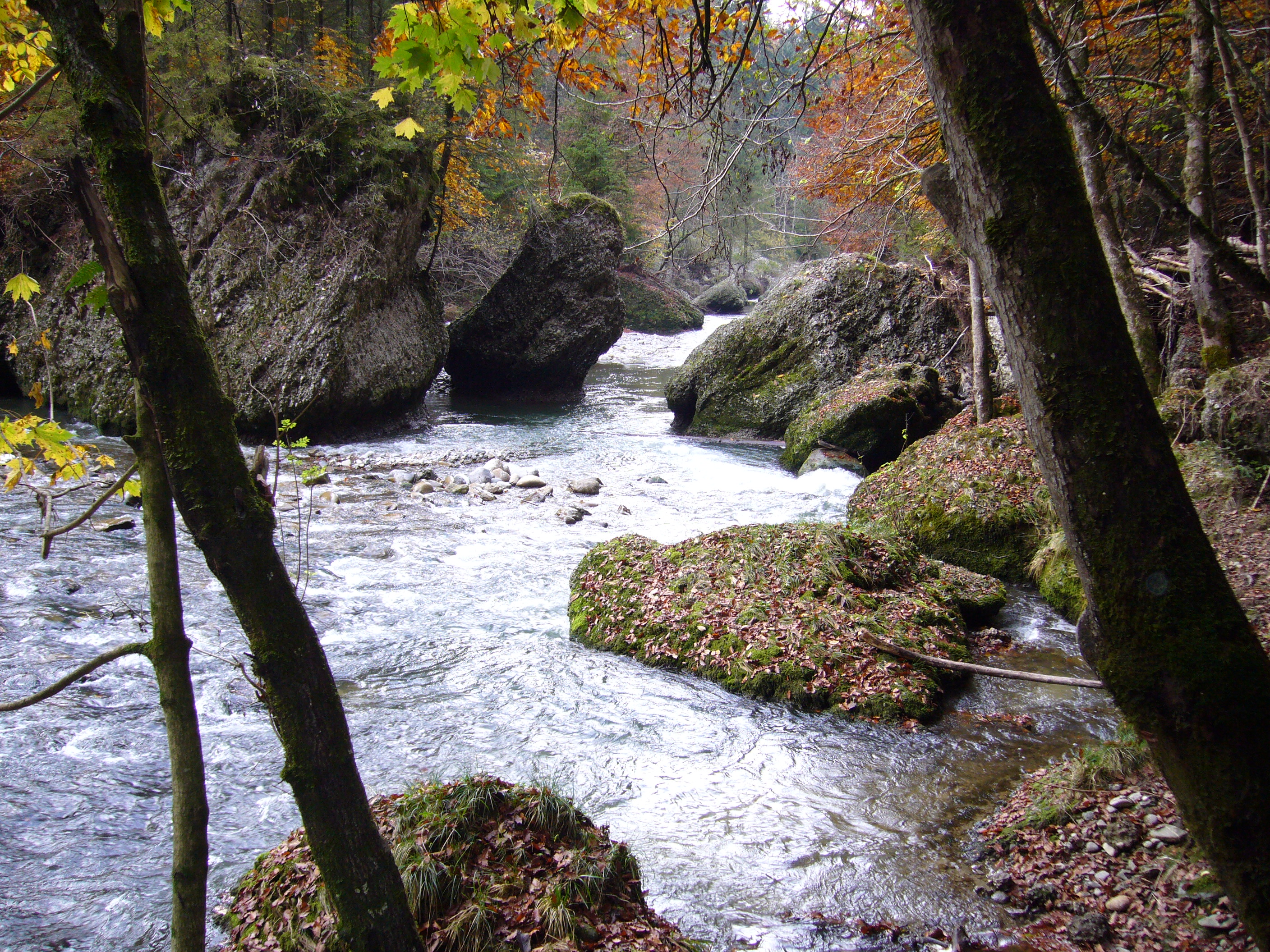
Râul Sihl

 Sihl este un râu elvețian, afluent al râului Limmat, de 73 km lungime. Izvorăște aproape de Drusberg, vârf prealpin din cantonul Schwyz.
Aproape de Einsiedeln traversează Lago Sihl (Sihlsee), baraj construit în 1937 pentru a produce energie electrică, are 11 km² și este cel mai mare din Elveția. Municipiul Schindellegi abandonează cantonul Zürich, făcând de frontieră între cantoanele Zürich și Zug.
Pe porțiunea, municipiului Schönenberg, albia râului se îngustează, formandu-se un râu rapid. Zona este cunoscută ca Saltul Sihl (Sihlsprung).
Începând din Sihlbrugg râul intră definitiv în Cantonul Zürich, curgând prin Valea Sihl (Sihltal), o vale strâmtă între lantul muntos Albis și muntele Zimmerberg. În această porțiune se găsește Padurea Shil (Sihlwald), declarat parc natural în 1986. Râul intră în orașul Zürich, unde pierde mare parte din volumul de apă datorita exploatării industriale. Multe fabrici si-au asigurat în secolul XIX, dreptul de exploatare perpetuă a râului.
După 73 km râul se varsă în Limmat, chiar în centrul orașului Zürich.

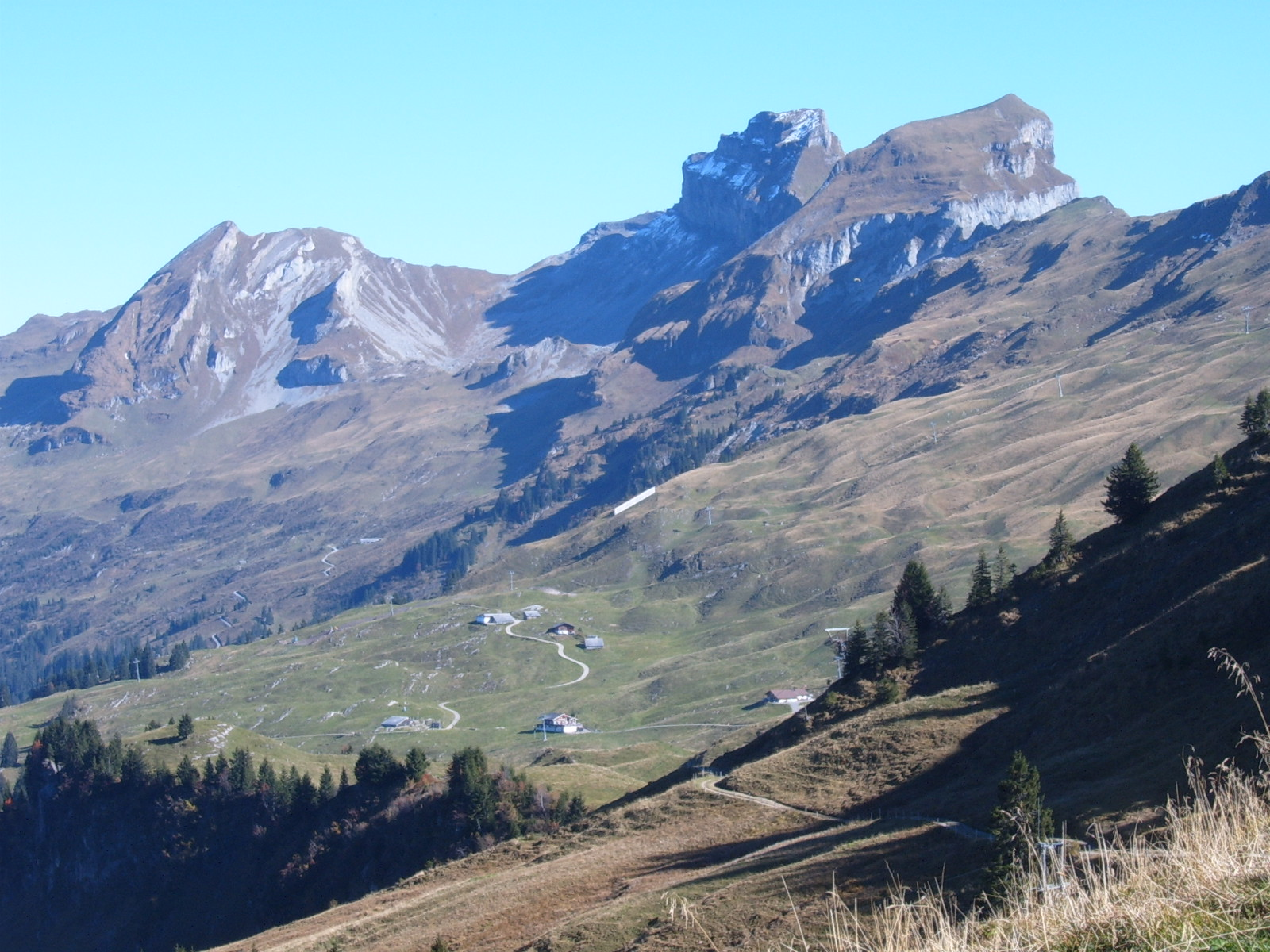
Vârful Drusberg, naşterea râului Sihl
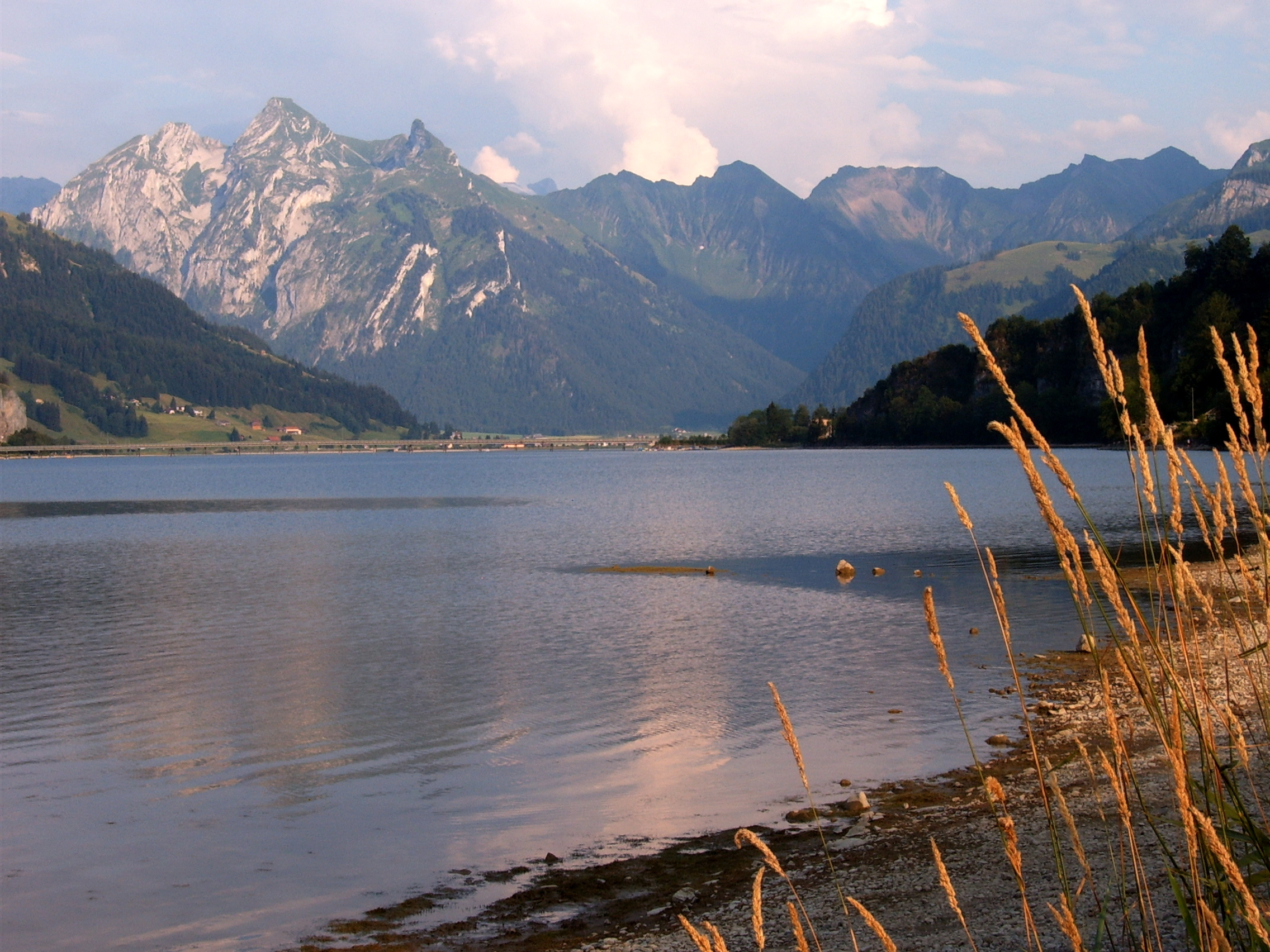
Lacul Sihl
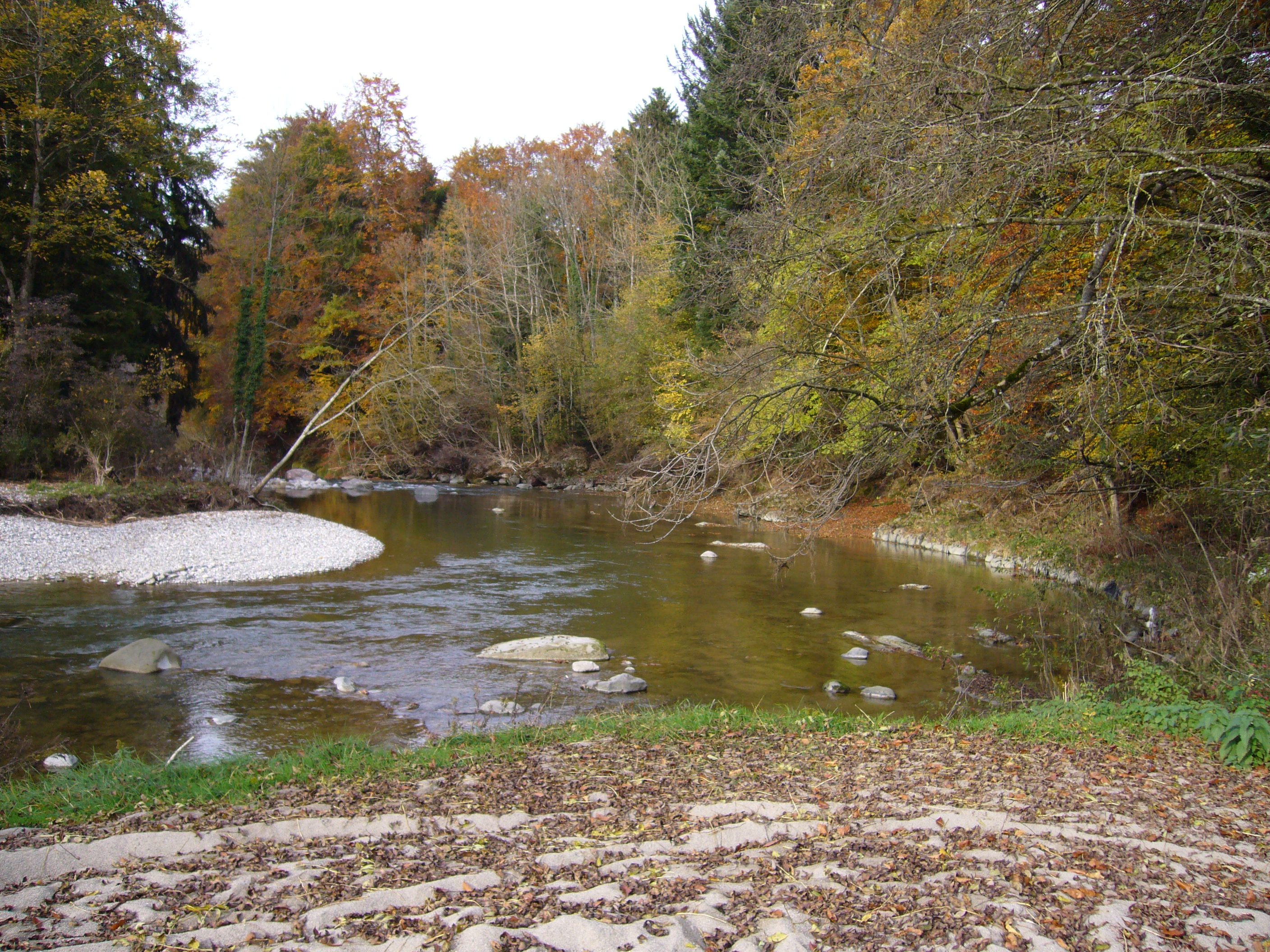
Râul în apropierea Saltul Sihl
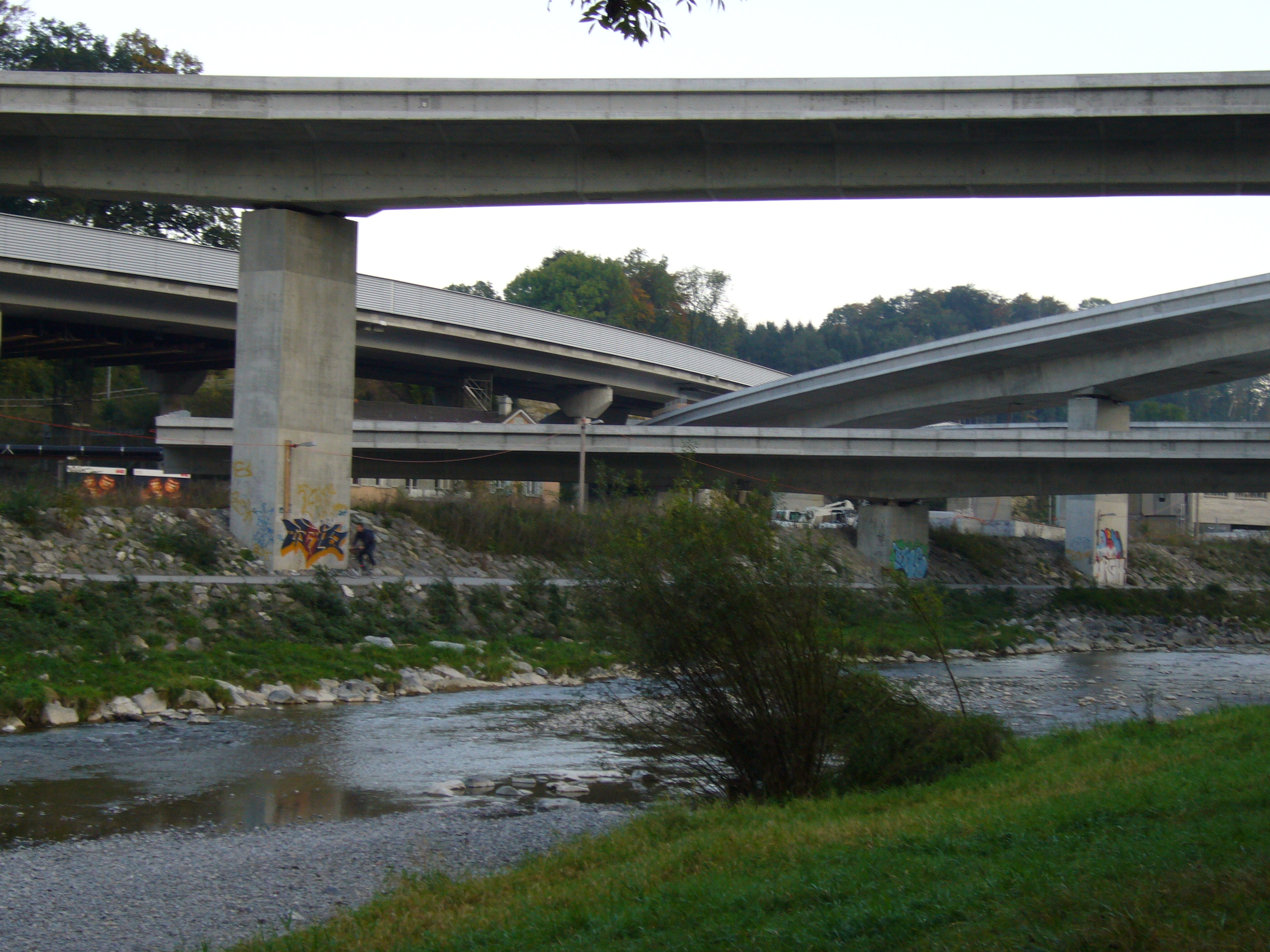
Sihl în oraşul Zürich
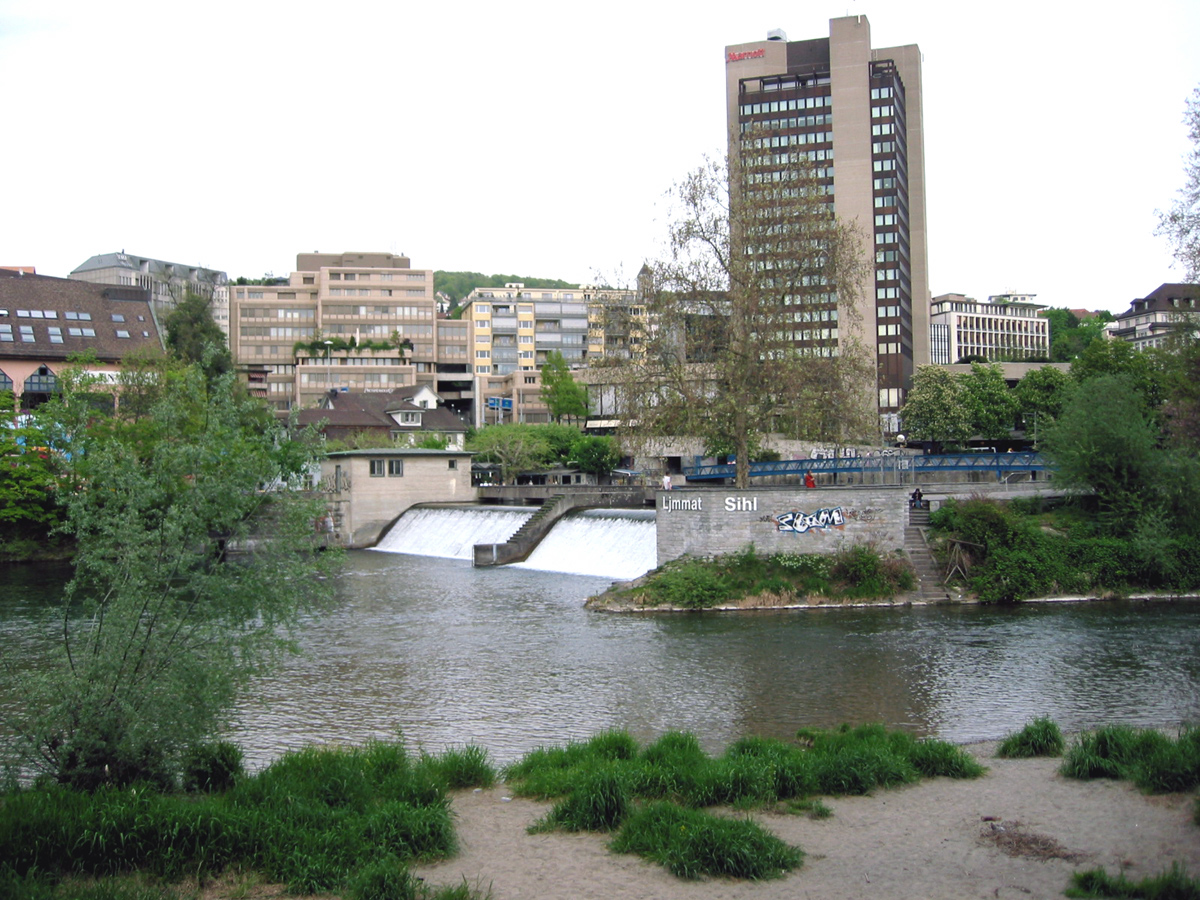
Vărsarea râului Sihl în Limmat